# Carlos Alberto Novoa de Agustini
Carlos Alberto Novoa de Agustini (ur. 15 października 1966 w Lomas de Zamora) – argentyński duchowny rzymskokatolicki, kapucyn, mianowany biskupem pomocniczym Lomas de Zamora w 2013, zrezygnował z przyjęcia sakry biskupiej.

## Życiorys
Święcenia kapłańskie przyjął 18 maja 1996.
3 grudnia 2013 papież Franciszek mianował go biskupem pomocniczym diecezji Lomas de Zamora oraz biskupem tytularnym Masclianae, a 13 grudnia 2013 papież udzielił mu dyspensy od przyjęcia święceń biskupich i urzędu biskupa pomocniczego.